# Mapeo de líquenes
El mapeo de líquenes es un método bioindicativo para estimar la contaminación atmosférica. Consiste en mapear la diversidad de líquenes epifíticos. Mediante esta técnica se registran de forma integral los efectos de los contaminantes del aire. También permite identificar cambios climáticos locales.

## Antecedentes
A diferencia de los datos de medición físico-químicos, los resultados obtenidos mediante biomonitoreo muestran las interacciones entre diferentes componentes individuales. Como bioindicadores se emplean preferentemente aquellos organismos que están presentes de forma ubicua en la zona de estudio. Los líquenes que cumplen con estos requisitos reaccionan de manera extraordinariamente sensible a la contaminación atmosférica, ya que su absorción de sustancias, y por tanto de contaminantes, se realiza casi exclusivamente a través del aire y de las precipitaciones. A diferencia de las plantas superiores, carecen de una capa protectora, lo que permite que los contaminantes del aire penetren en gran medida sin obstáculos en el liquen. Los líquenes no tienen la capacidad de regenerarse rápidamente. Dado que no poseen mecanismos activos para eliminar contaminantes, en ellos se produce una acumulación. Además, pueden absorber contaminantes incluso durante la mitad fría del año, ya que permanecen metabólicamente activos a bajas temperaturas. Debido a que pueden reaccionar relativamente rápido ante cambios en la calidad del aire, los líquenes tienen la capacidad de recolonizar áreas urbanas e industriales.

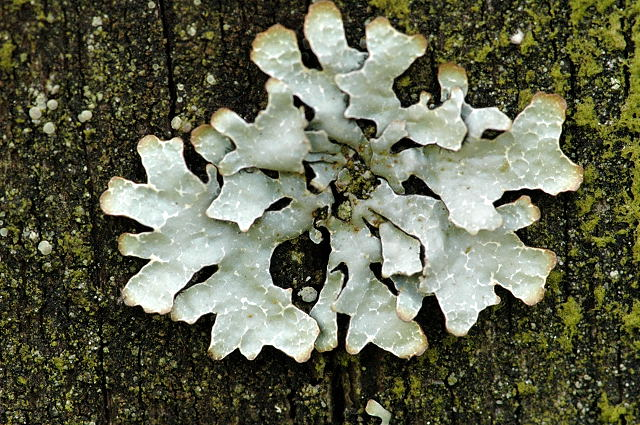
Parmelia sulcata en el tronco de un árbol

Para el procedimiento de exposición liquénica se tienen en cuenta los líquenes epífitos presentes sobre la corteza de los árboles. Para ello, se examina una superficie determinada en los troncos. La inspección de los troncos se realiza siempre de la misma manera, de modo que los resultados obtenidos puedan compararse entre sí. Los árboles se encuentran en subáreas del área de estudio, denominadas superficies de medición. Si se espera una determinada dispersión de contaminantes debido a una fuente identificada, las superficies de medición deben disponerse conforme a dicha dispersión esperada. El tamaño de estas superficies suele estar entre 0,25 km × 0,25 km y 4 km × 4 km. El número de árboles por superficie de medición varía entre 3 y 16. Los árboles deben estar aislados (no en grupos) y presentar un determinado diámetro de tronco. Se recomienda utilizar una única especie de árbol, ya que los resultados provenientes de especies arbóreas muy diferentes no son comparables.
El registro de los líquenes se realiza utilizando bandas de rejilla, las cuales deben colocarse orientadas hacia los cuatro puntos cardinales. Con la ayuda de estas bandas de rejilla, los líquenes se registran de forma cuantitativa. Los líquenes que figuran en la lista roja no deben ser recolectados.
En la evaluación se consideran tanto el número total de especies como las especies individuales. El resultado de la cartografía liquénica permite emitir una conclusión sobre la calidad del aire y sobre la influencia de compuestos eutrofizantes. En la interpretación de los datos, debe tenerse en cuenta que la humedad puede influir en la diversidad de líquenes epífitos, lo cual puede conducir a una distorsión de los resultados de la medición.
La ausencia de especies de líquenes en determinados lugares no permite concluir que en esos sitios exista una mala calidad del aire. Sin embargo, una alta riqueza de especies y condiciones de vida estables para los líquenes en un biotopo se consideran factores favorables para la supervivencia de muchas especies.